# 슬리퍼스
《슬리퍼스》(영어: Sleepers)는 미국에서 제작된 1996년 법률 범죄 드라마 영화이다. 배리 레빈슨이 각본, 연출, 제작을 맡았고, 케빈 베이컨, 제이슨 패트릭, 브래드 피트, 로버트 드니로 등이 출연하였다.

## 출연진
- 빌리 크루덥
  - 조너선 터커
- 론 엘다드
  - 제프리 위저
- 제이슨 패트릭
- 브래드 피트
  - 브래드 렌프로
- 케빈 베이컨
- 로버트 드니로
- 미니 드라이버
- 비토리오 가스만
- 더스틴 호프먼
- 테리 키니
- 피터 맥로비
- 브루노 커비
- 프랭크 메드라노
- 유진 버드
- 제프리 도너번
- 웬들 피어스
- 아이다 터투로
- 대시 마이혹
- 존 슬래터리

## 기타 제작진
- 공동 제작: 로렌조 카커테라
- 배역: 루이스 디자이모
- 미술: 크리스티 지애
- 의상: 글로리아 그레셤